# Грачёвка (Кошкинский район)
Грачёвка — село в Кошкинском районе Самарской области. Входит в состав сельского поселения Большое Ермаково.

## География
Село Грачёвка расположена на берегу реки Юмратки. Граничит с поселениями Степная Шентала, Новая Кармала, Большое Ермаково.

## История
Основана крестьянами из Степной Шенталы в XVIII веке.
На карте середины XVIII века обозначена как Выселок.
Грачёвка — второй, наряду с деревней Городок (по реформам П. А. Столыпина), центр хуторского расселения шенталинских крестьян в начале XX века. Хуторская Шентала.
В сентябре 1910 года Грачёвские хуторские хозяйства специально (как образец благотворного действия его аграрной реформы) посетил председатель правительства П. А. Столыпин, находившийся в то время с визитом в Самарской губернии.
На 1910 год в деревне числилось 109 дворов, проживало 744 человека, мордовской народности (эрзя), бывшие удельные, 1643 десятин надельной земли. Имелась также земская школа, ветряная мельница.
На 2000 год в Грачёвке — 40 дворов, 83 чел. В 1930—50-е гг. деревня являлась центром сельского совета.

## Население
| 2010 |
| ---- |
| 78   |

## Этимология топонима
Название, вероятно, связано с птицей грачом. 
Эрзянский вариант антропонима (самоназвания) — Тюлька веле — Толстые чурбаки.

## Сельское хозяйство
В 1928 году на основе Грачёвских хуторских хозяйств (выселок) образуется артель «Луч».
В 1951 года с включением ряда близлежащих хозяйств организован колхоз им. Ленина с центром в селе Большое Ермаково.

## Школа. Образование
По земским записям, концу XIX в Грачёвке уже имеется земская школа. Обучение в школе было бесплатным. Все расходы по строительству, оборудованию и содержанию школ несли уездные земские управы. Программы и учебные материалы утверждались попечительскими советами и съездами учителей, при этом в программы специально вводились перспективные с/х предметы — садоводство, пчеловодство, семеноводство и др.
Зарплата учителей земских школ зависела от стажа работы и образования и составляла в начале XX в. 300—600 руб. в год или 25—50 руб. в месяц, что считалось достаточно хорошим жалованьем (30 рублей в те годы стоила корова). По спискам земских служащих Самарского уездного земства на 1903 год учительствовала Добронравова (с окладом 300 руб. в год).
После торжественного посещения Грачёвки Столыпиным (и по его личному поручению) в деревне построили сельскохозяйственную школу, которую потом превратили в детский дом для детей, осиротевших в годы войны. А затем несколько десятилетий там была школа-восьмилетка. В 1949 году в начальных классах Грачёвской 7-летней школы учительствовала Жаркова Александра Андреевна (награждена орденом Ленина в том же году).